# Ryan Kelly (artista)
Ryan Kelly (Saint Paul, 29 de janeiro de 1976) é um ilustrador natural dos Estados Unidos da América.

## Biografia
Formado em Ilustração em 1998 pela Minneapolis College of Art and Design, aonde foi aluno do desenhista Peter Gross, com quem trabalhou na série Lucifer. Kelly foi também o responsável pela arte de um dos arcos de história da série The Books of Faerie e pela arte das doze edições da minissérie Local, escrita por Brian Wood.
Com Wood, manteve uma série de colaborações ocasionais, tendo desenhado duas de suas séries: o arco The Cross + The Hammer para a série Northlanders e o arco No Future para a série DMZ, em 2008 e em 2009.